# 車上狙い

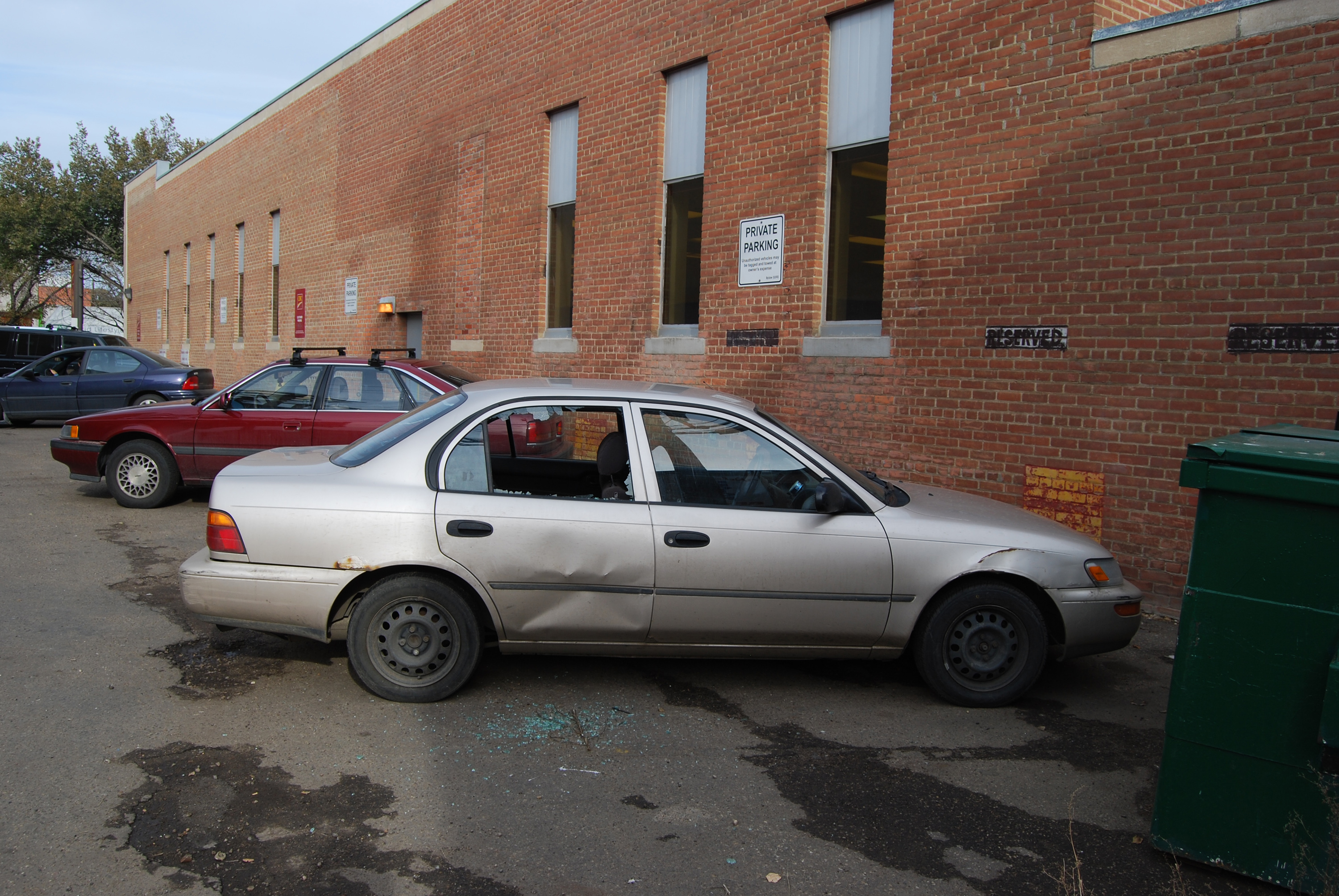
窓ガラスが割られた自動車

車上狙い（しゃじょうねらい）とは、自動車等の積荷や車両内から現金や品物を盗むことである。一般的には車上荒しとも呼ばれるが、これは古い犯罪手口の呼び方である。警察庁が現在示す手口分類では「車上ねらい」とひらがな表記をする。

## 日本国内の認知件数
| 年   | 認知件数 | 認知件数   | 認知件数   |
| 年   | 総計     | 部品ねらい | 車上ねらい |
| ---- | -------- | ---------- | ---------- |
| 1973 | 99,496   | 27,123     | 72,373     |
| 1974 | 105,670  | 32,745     | 72,925     |
| 1975 | 113,315  | 28,579     | 84,736     |
| 1976 | 119,507  | 25,305     | 94,202     |
| 1977 | 122,365  | 24,653     | 97,712     |
| 1978 | 136,911  | 25,823     | 111,088    |
| 1979 | 142,377  | 26,685     | 115,692    |
| 1980 | 157,841  | 31,973     | 125,868    |
| 1981 | 176,450  | 37,702     | 138,748    |
| 1982 | 194,567  | 41,013     | 153,554    |
| 1983 | 200,479  | 39,175     | 161,304    |
| 1984 | 209,483  | 38,215     | 171,268    |
| 1985 | 214,584  | 36,133     | 178,451    |
| 1986 | 224,240  | 35,781     | 188,459    |
| 1987 | 227,900  | 37,451     | 190,449    |
| 1988 | 226,726  | 39,766     | 186,960    |
| 1989 | 235,418  | 40,594     | 194,824    |
| 1990 | 228,457  | 38,782     | 189,675    |
| 1991 | 238,912  | 41,149     | 197,763    |
| 1992 | 257,983  | 45,028     | 212,955    |
| 1993 | 267,070  | 44,369     | 222,701    |
| 1994 | 271,649  | 43,121     | 228,528    |
| 1995 | 269,102  | 46,629     | 222,473    |
| 1996 | 257,428  | 47,348     | 210,080    |
| 1997 | 269,897  | 52,726     | 217,171    |
| 1998 | 313,284  | 61,192     | 252,092    |
| 1999 | 368,459  | 73,824     | 294,635    |
| 2000 | 464,100  | 101,338    | 362,762    |
| 2001 | 561,520  | 129,380    | 432,140    |
| 2002 | 571,837  | 128,539    | 443,298    |
| 2003 | 535,545  | 120,726    | 414,819    |
| 2004 | 441,082  | 112,161    | 328,921    |
| 2005 | 360,366  | 103,772    | 256,594    |
| 2006 | 294,483  | 88,739     | 205,744    |
| 2007 | 246,145  | 78,016     | 168,129    |
| 2008 | 231,780  | 76,109     | 155,671    |
| 2009 | 221,479  | 76,342     | 145,137    |
| 2010 | 192,983  | 68,375     | 124,608    |
| 2011 | 171,082  | 57,981     | 113,101    |
| 2012 | 155,865  | 51,828     | 104,037    |
| 2013 | 133,957  | 45,981     | 87,976     |
| 2014 | 113,086  | 37,797     | 75,289     |
| 2015 | 97,623   | 32,600     | 65,023     |
| 2016 | 88,377   | 28,403     | 59,974     |
| 2017 | 82,121   | 27,353     | 54,768     |
| 2018 | 65,935   | 20,966     | 44,969     |
| 2019 | 54,010   | 16,585     | 37,425     |
| 2020 | 41,431   | 13,453     | 27,978     |
| 2021 | 36,329   | 13,047     | 23,282     |
| 2022 | 36,390   | 13,301     | 23,289     |
| 2023 | 39,244   | 14,310     | 24,934     |
| 2024 | 37,658   | 14,724     | 22,934     |

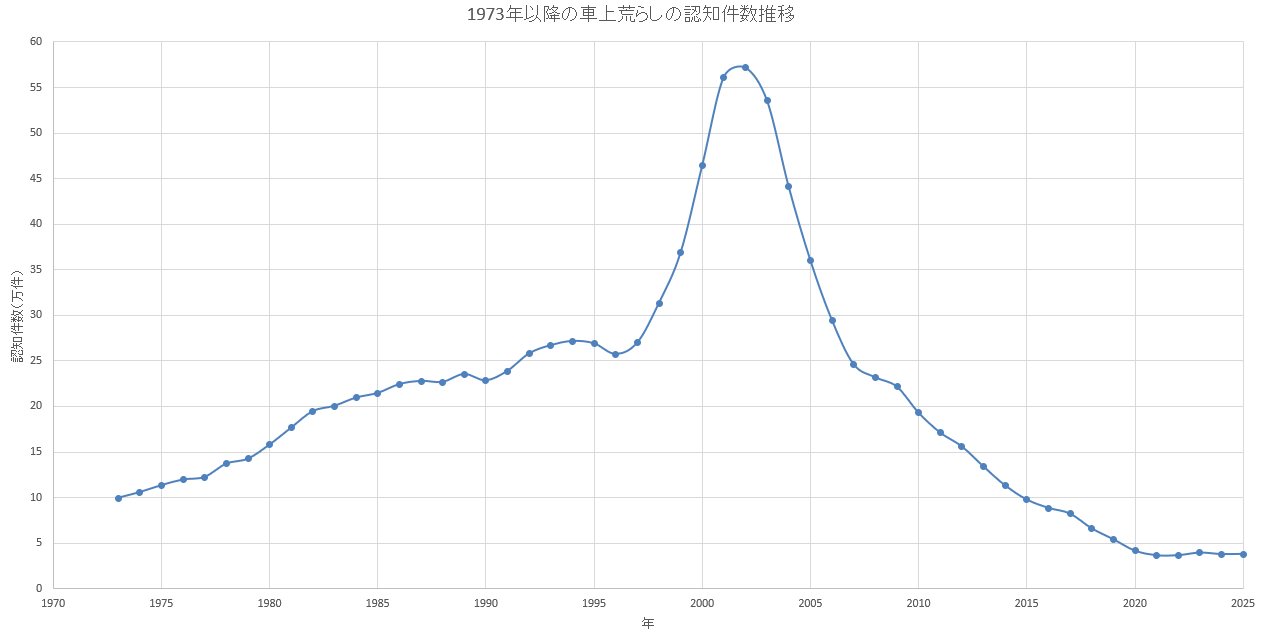
車上荒らしの認知件数推移(1973年以降）

法務省と警察庁の統計によれば、統計データ（車上狙いと部品狙いを合算した件数）のある1973年（昭和48年）以降最多であった2002年（平成14年）（認知件数：57万1,837件）をピークに減少し、2021年（令和3年）の認知件数は3万6,329件となっており、統計データのある1973年（昭和48年）以降最低の件数となったが、2022年（令和4年）は新型コロナウイルス対策の行動制限緩和により外出する人が増加し、人と出会う機会が増えたことをきかっけに増加して2023年は3万9,244件であったが、2024年は前年より減少して3万7,658件となった。

## 狙われる部品など
車両部品では、ナンバープレートが盗まれることが多く、2023年（令和5年）に盗まれた車両部品の約43％を占める。何故なら、ナンバープレートを撮影するNシステムや、監視カメラによる警察の追跡や捜査の目をごまかし、犯罪の発覚を遅らせてるために窃盗団がナンバープレートを盗んでいるからである。その他にも、カーナビゲーション（カーナビ）やカーオーディオ、あるいはタイヤ・アルミホイールが狙われる。ハイブリッドカーなどではバッテリーが盗難される事件も少なからず報告されている。
警察庁の統計（車上狙いと部品狙いを合算した被害数）より、2014年（平成26年）～2023年（令和5年）の間で、一番多い被害品は、バッグ・財布類であり、車上狙いによって盗まれた全被害品の2割近くで推移している。
次いで、カード・有価証券であり全被害品に占める割合が2023年で約16%であり、2015年以降は10%後半台で推移している。
そして3番目はナンバープレートで約1割を占めており、2011年以降にカーナビを抜いてからナンバープレートの占める割合も年々増加しており、2020年以降は10%を超えている。
4番目は運転免許証であり、全被害品の約7.4%であり、2014年～2023年の間で7～8%の割合で占めている。
また、2023年（令和5年）の被害品数は、5万7,099 
品（内、バッグ・財布類：1万472 品、カード・有価証券：8,880品、ナンバープレート：6,372枚、運転免許証：4,242枚）であった。更に車内部品は1万4,826品（内、カーナビ：181台、ナンバープレート：6,372枚、タイヤ・ホイール：1,018品、その他：7,353品）であり、車上狙いによって盗まれた全被害品の約26.0%を占めているが、その内約43.0%をナンバープレートが占めている。
かつてカーナビは2012年（平成24年）時点で盗難品数が1万6,923台であり、2010年までは盗難品種の第3位に位置していたが、2023年（令和5年）は181台と約187分の2となった。そしてカーオーディオもかつて被害の多い品種として挙げられていたが、年々減少していき警察庁が発行する「令和元年の刑法犯に関する統計資料」の46～47ページの記載を最後にその他へと計上されている。
そして、日本損害保険協会の調査より、2024年（令和6年）中に車上狙いの被害により保険から支払われた件数は720件であった。

## 社会的に影響があった車上狙い
- 1947年（昭和22年）7月28日、極東国際軍事裁判で東條英機の弁護士を務めていたベン・ブルース・ブレイクニーが、世田谷区で車上狙いに遭い弁護資料を入れたカバンを盗まれた。裁判での弁護が危ぶまれたが、同年8月2日に書類だけが外務省に届けられ事なきを得た[12]。